# Громадянин поет

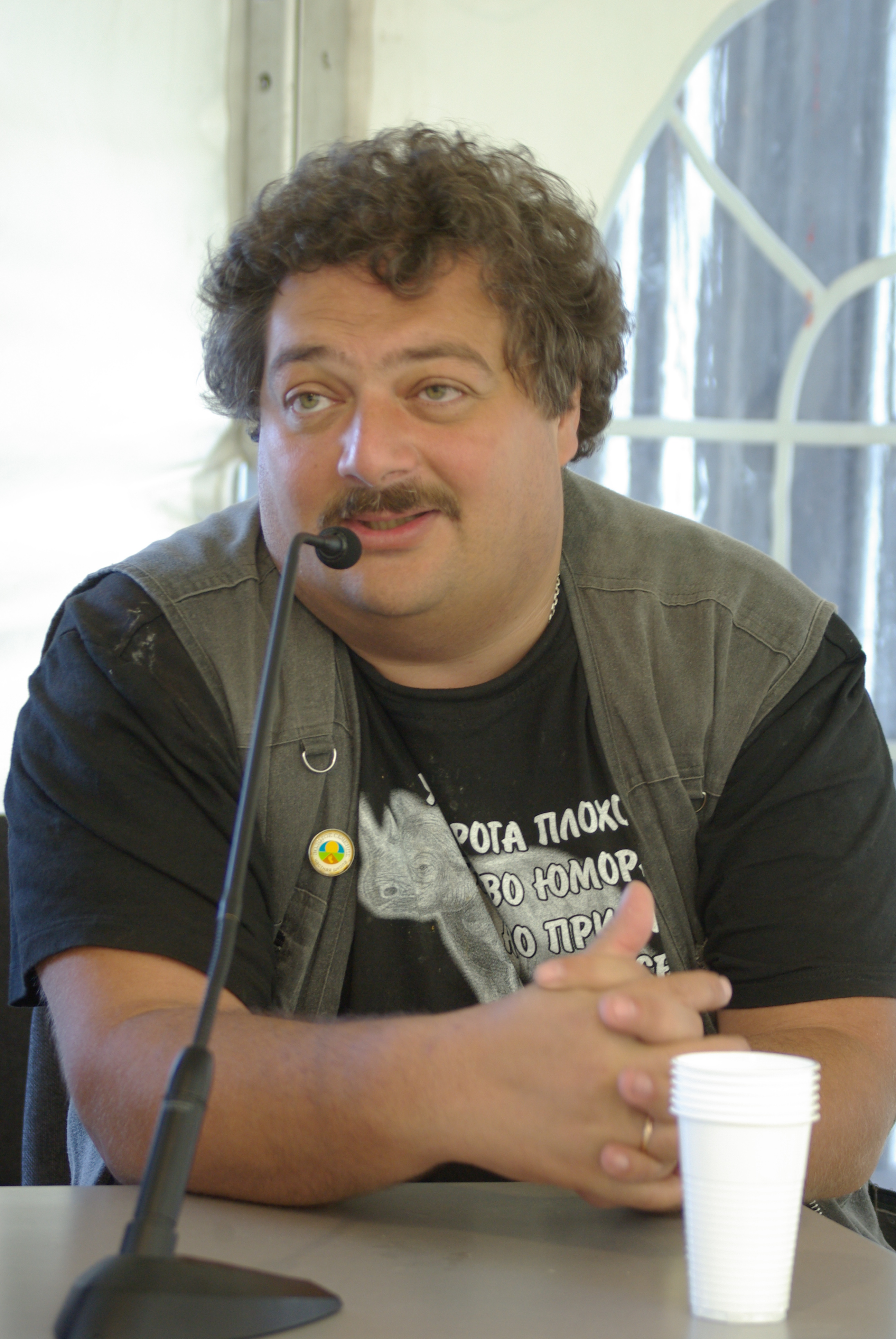
Дмитро Львович Биков

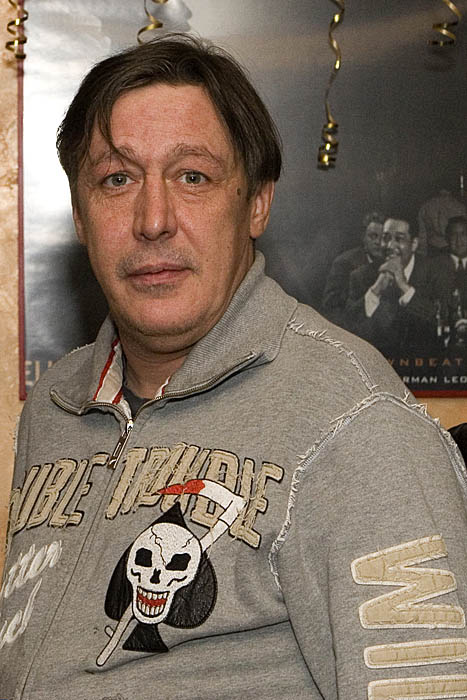
Михайло Олегович Єфремов

«Громадянин поет», рос. Гражданин поэт - спочатку, телевізійний проект телеканалу «Дощ» (перші п'ять випусків пройшли на ньому під заголовком «Поет і громадянин») і продюсера Андрія Васильєва, в якому заслужений артист Російської Федерації Михайло Єфремов читає вірші на «злобу дня», написані Дмитром Биковим в жанрі політичної сатири на манер відомих письменників і поетів. В даний час нові випуски проекту з'являються щопонеділка в форматі відео на порталі F5  медіагрупи «Живи», а в форматі аудіо - в ефірі та на сайті радіостанції «Ехо Москви». На кінець лютого 2012 загальне число переглядів роликів тільки на офіційному каналі проекту на порталі YouTube перевищило 13 мільйонів.